# Burg Wagegg
Die Ruine der Burg Wagegg, später ein Schloss der Fürstäbte von Kempten, befindet sich über dem gleichnamigen Ortsteil Wagegg in der Gemeinde Haldenwang im Landkreis Oberallgäu in Bayern.

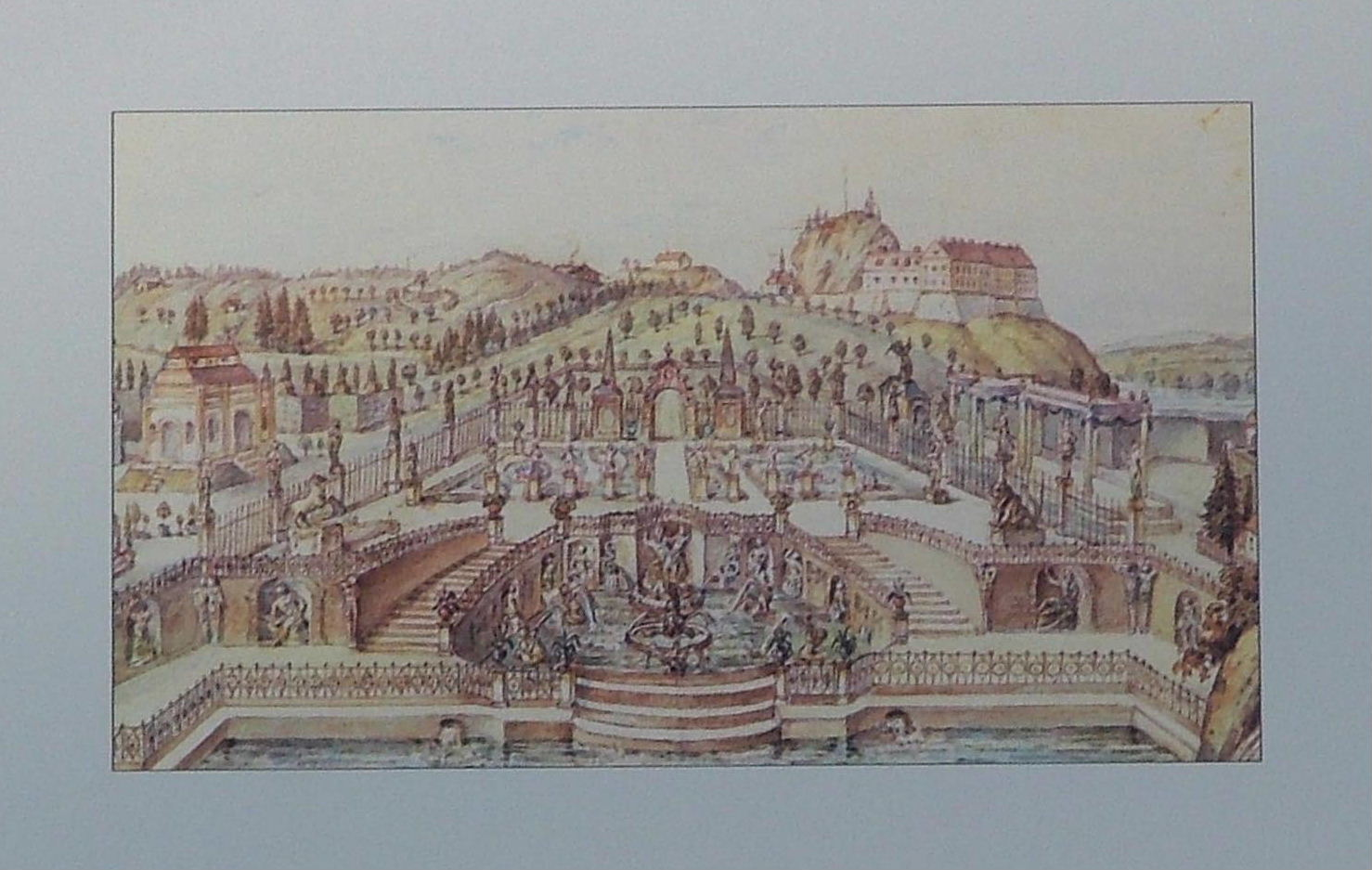
Im Vordergrund geplantes aber nicht realisiertes Lustschloss

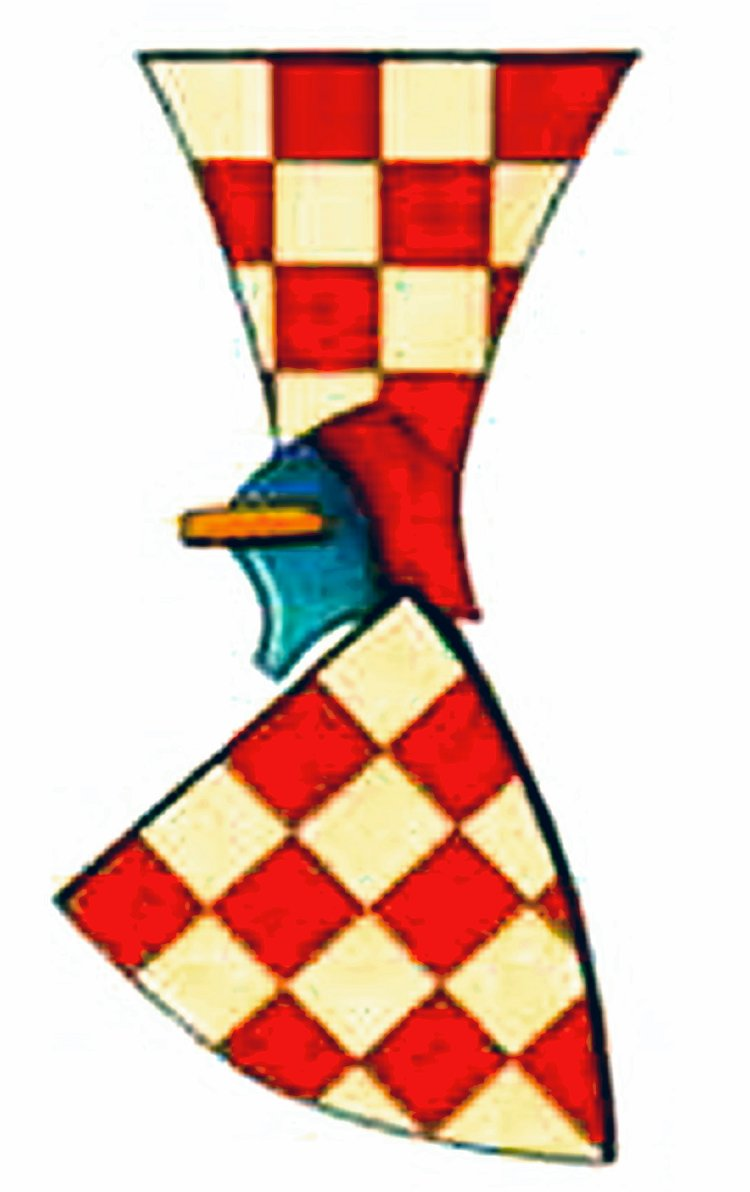
Wappen der Herren von Wagegg

## Geschichte
Die Burg Wagegg findet erste Erwähnung um das Jahr 1170. Die Herrschaft Wagegg war bis 1374 im Besitz der Herren von Wagegg, die zu den bedeutenderen Dienstleuten des Fürststiftes Kempten gehörten. Danach fielen Burg und Herrschaft an das Fürststift.  Nach mehrfachem Wechsel der Besitzer unter anderem an die Herren von Schellenberg, durch Erbe an die Herren von Eisenburg und 1466 an Erzherzog Sigismund von Österreich kam die Burg Wagegg 1469 in den Besitz Derer von Laubenberg. Im Jahr 1525 wurde sie von Bauern eingenommen. 1580 erwarb das Fürststift Wagegg zurück. Die Burg ist nach 1581 zunehmend verfallen. Ab 1642 wurde die Anlage als Jagdschloss der Fürstäbte zunächst notdürftig instand gesetzt und später, ab 1715 zu einem prachtvollen Schloss mit Gärten und Weihern ausgebaut. 1796 wurde es von den Franzosen geplündert. Im Zuge der Säkularisation wurde im Jahr 1806 das Schloss an das Bayrische Königreich verpfändet. Das Schloss wurde 1807 auf Abbruch verkauft, der letzte Seitenflügel 1851 abgebrochen. 1906 wurde das Gelände vom Forstamt erworben. Ein zugehöriger Bauhof wurde 1908 und ein in der Nähe stehendes, erst 1761 errichtetes Jagdschlösschen 1967 abgebrochen. 1976 wurde eine Notsicherung der Ruine durchgeführt. Zur Burg gehörte auch eine Burgmühle, die Vögelesmühle.

## Beschreibung
Von der Höhenburg und dem Schloss sind heute kaum noch Reste übrig, ein großer Hügel mit einigen Mauerresten und einem großen Steintor sind erhalten. Der Besucher kann sich kaum vorstellen, dass hier ein prachtvolles Barockschloss, überragt von der Ruine einer mächtigen mittelalterlichen Burg gestanden hat.
Zu der Burgruine führt ein befestigter Pfad ohne Geländer. Von der über Stufen erreichbaren Aussichtsplattform oben auf der Ruine hat man bei entsprechender Witterung einen umfassenden Blick auf die Allgäuer Alpen.
Zur Burg gehört auch eine kleine Höhle an der Ostseite des Hügels.

## Geotop
Die Felswand im Aufschluss nördlich des Burgbergs ist vom Bayerischen Landesamt für Umwelt als wertvolles Geotop (Geotop-Nummer: 780A015) ausgewiesen.

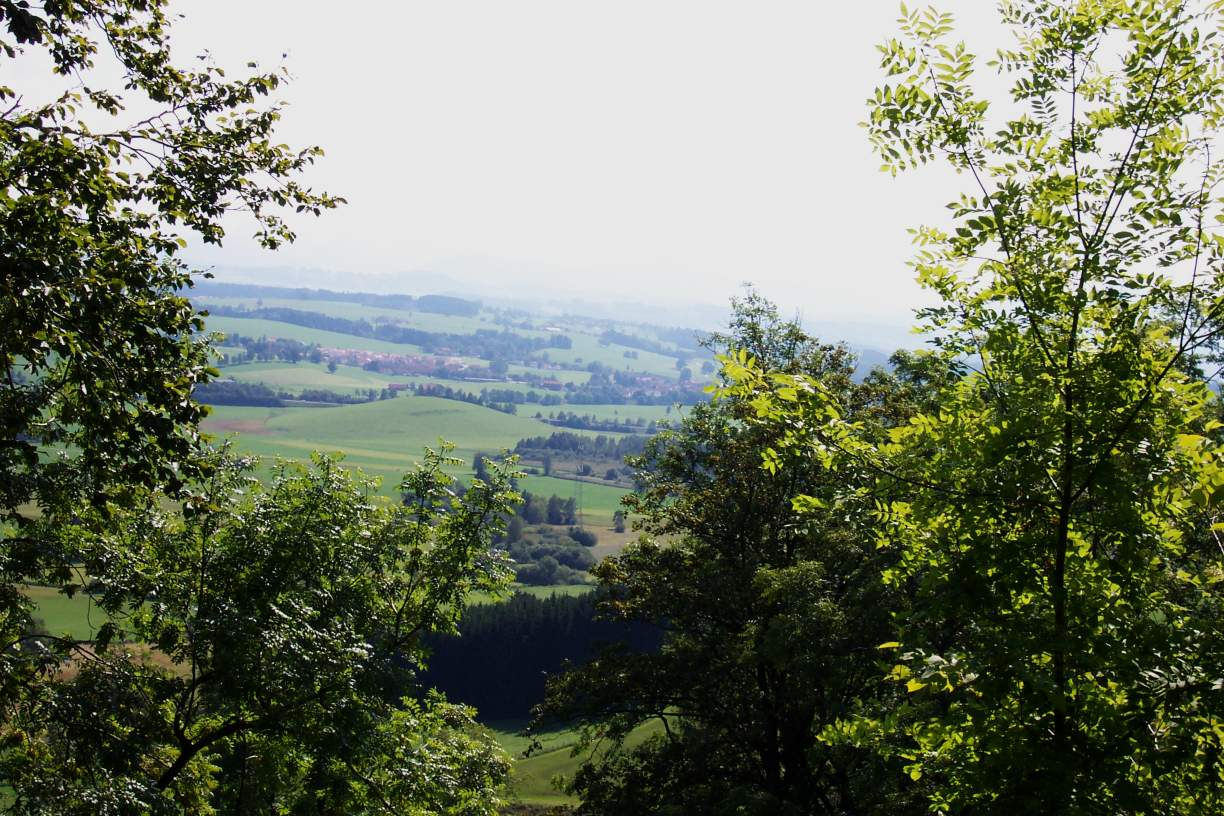
Aussicht von der Burgruine Wagegg
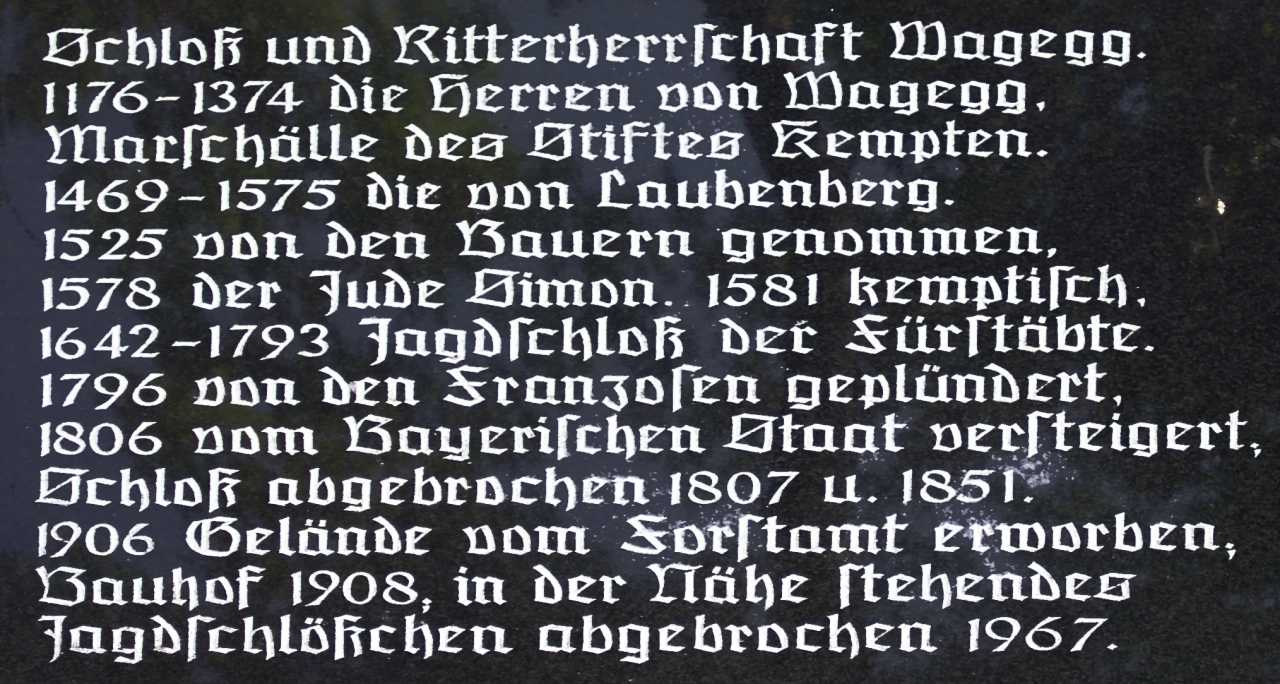
Inschrift am Tor der Burgruine
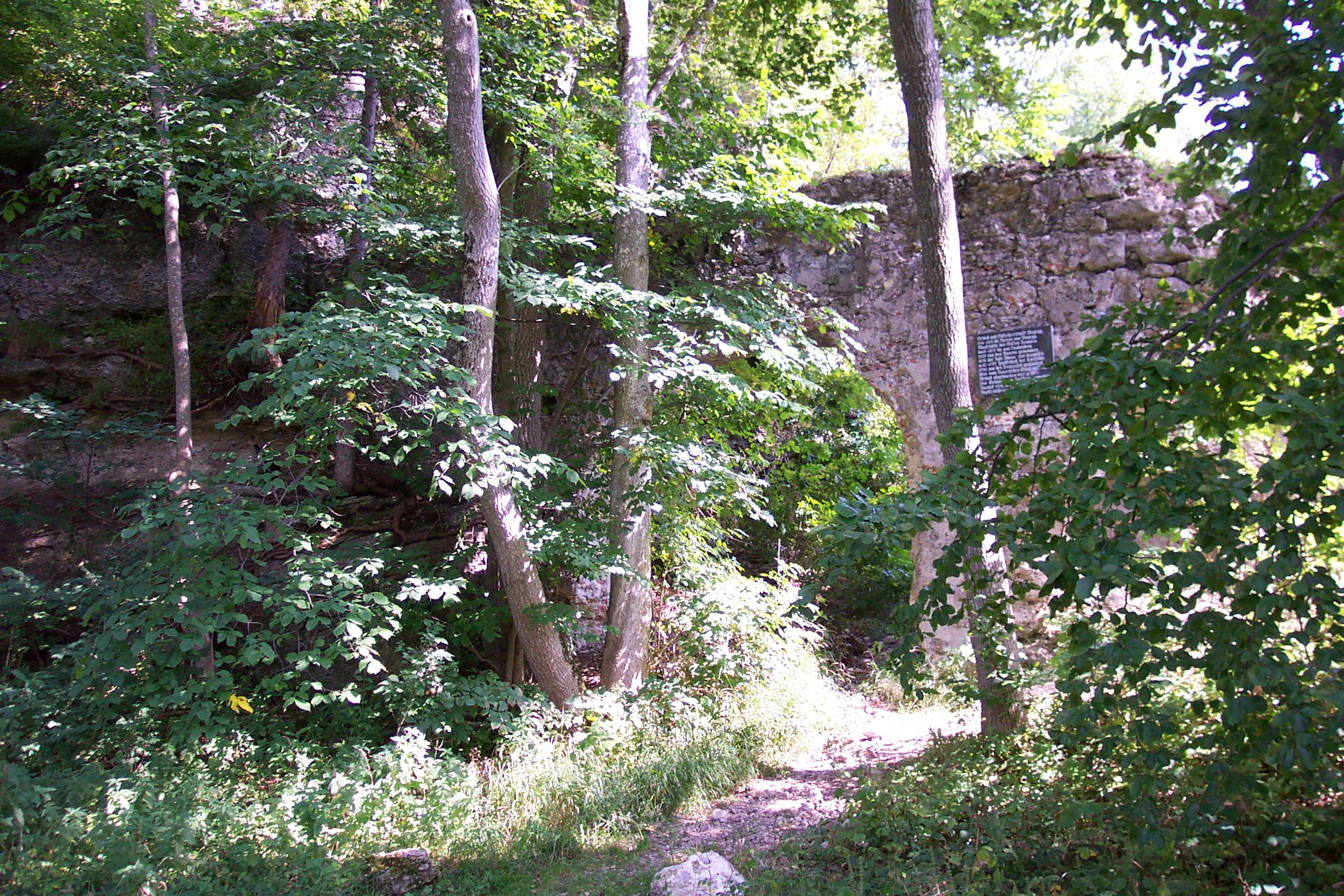
Tor der Burgruine Wagegg
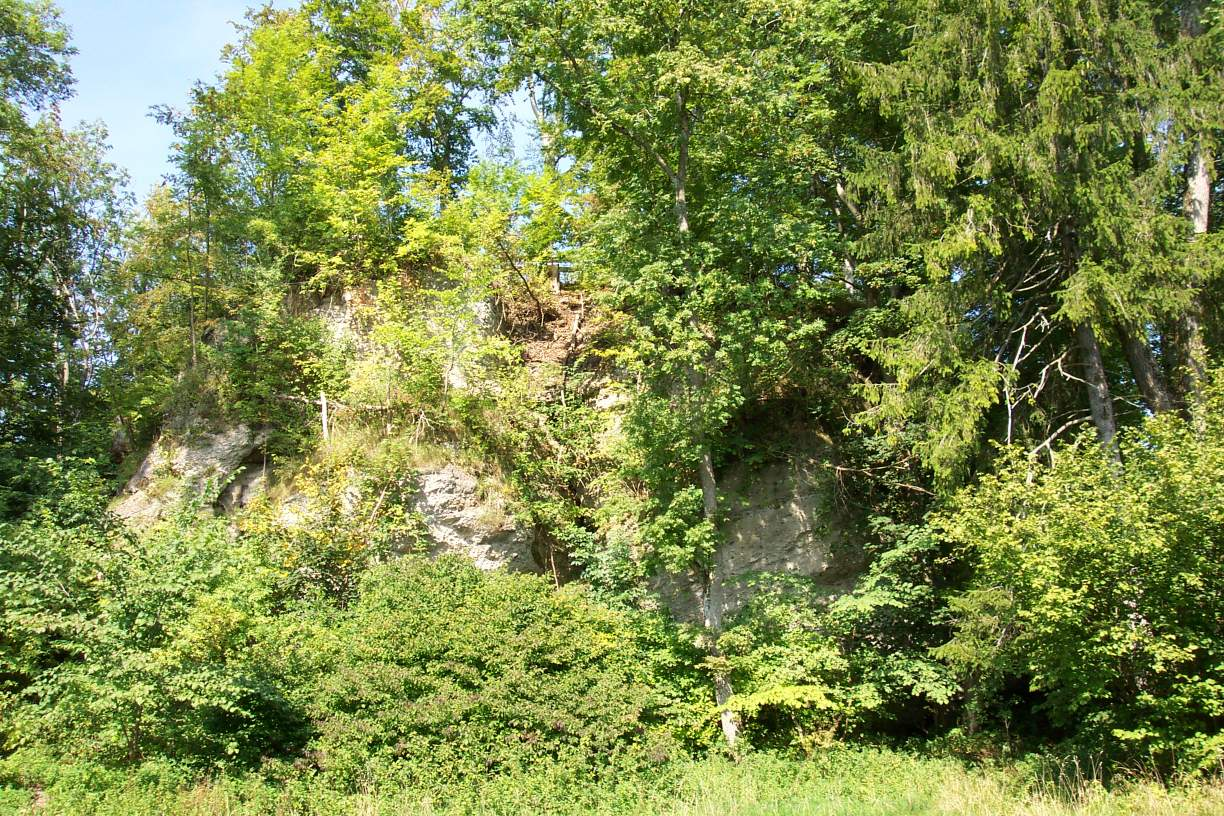
Burgruine Wagegg
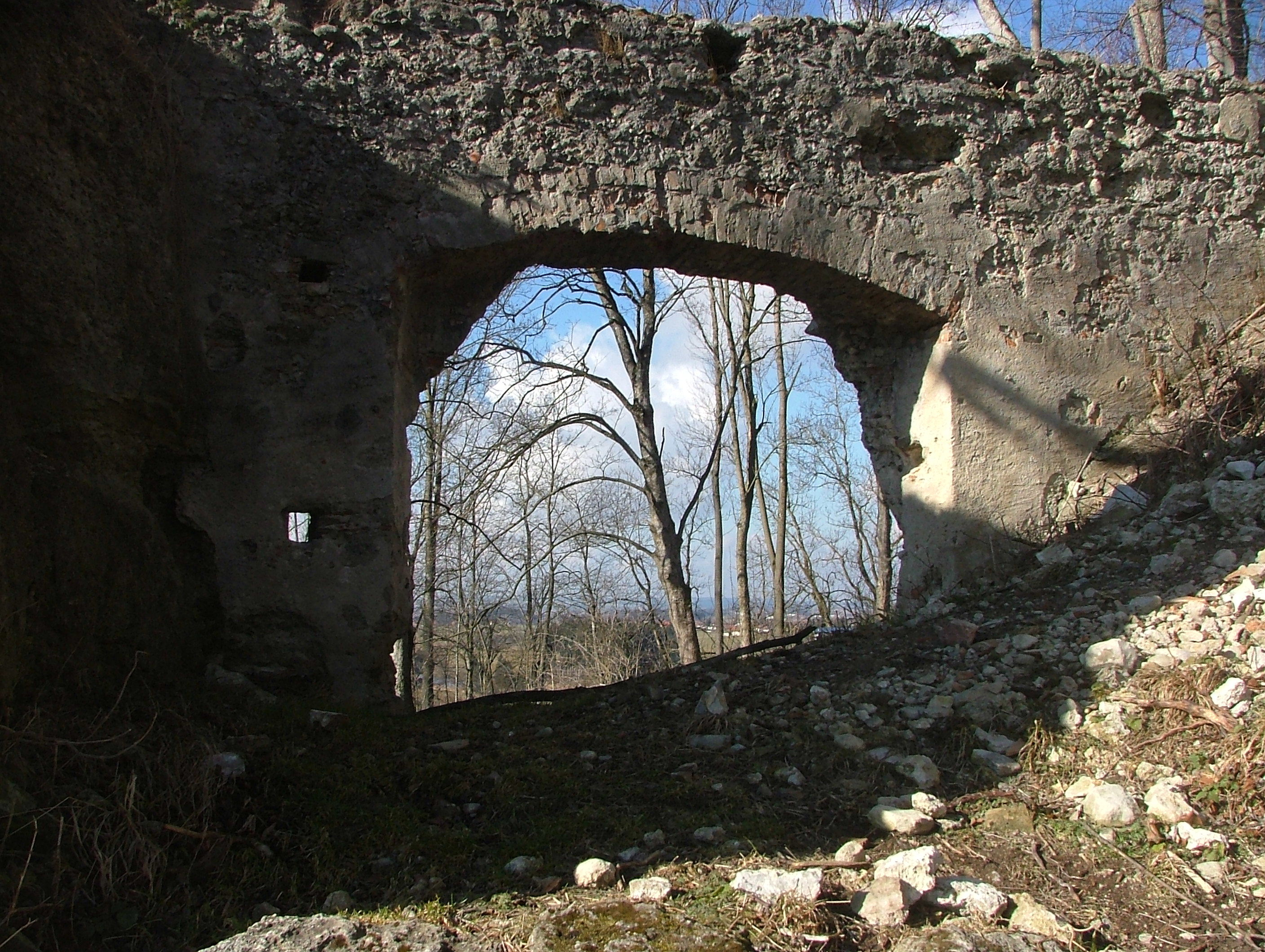
Eingangstor zum Schloss
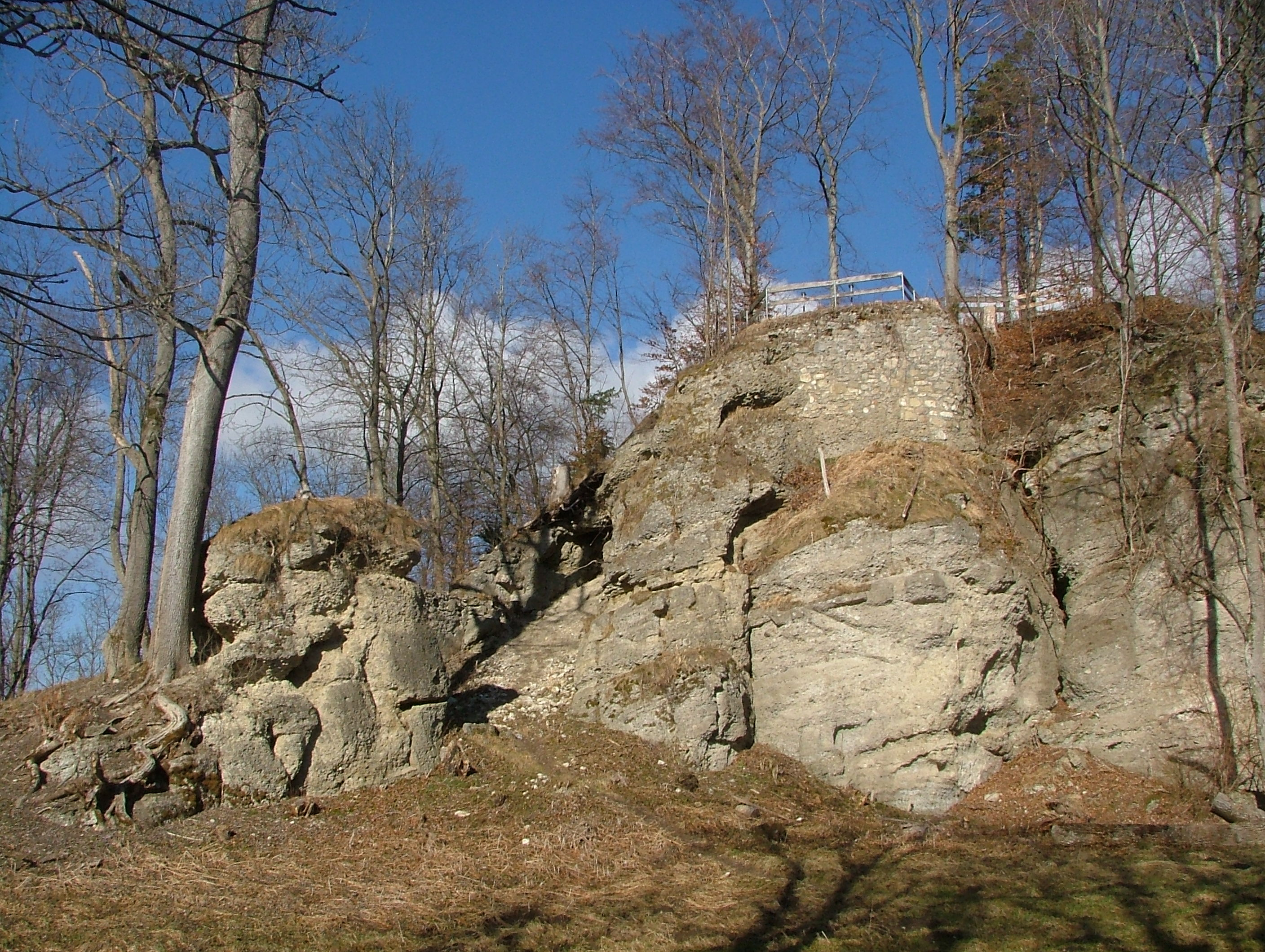
Aussichtsplattform auf dem Fels